# Anuragakottaram
Anuragakottaram es una película de 1998 de la India, Malayalam Comady, dirigida por Vinayan y producida por Ramakrishnan. La película está protagonizada por Dileep, Suvalakshmi, Jagathy Sreekumar y Kalpana en los papeles principales. La película tiene una partitura musical de Ilaiyaraaja.

## Trama
Charles (Dileep) es un joven que ha criado a su hermana desde los 8 años después de que se quedaron huérfanos. Debido a un incidente en su concurso del día de las artes en la universidad, la hermana de Charles sufre un shock mental. Para pagar su tratamiento, él necesita una considerable suma de dinero. Conoce a Shobharaj (Jagathy), un estafador, y juntos son contratados por Paulochan (Cochin Haneefa) cuya hija, Anna, se ha unido recientemente a un convento para convertirse en monja. Le ordena a Carlos que enamore a su hija para que deje el convento y así pueda continuar la línea de sangre de su familia. Charles y Shobharaj toman trabajos en la cantina para poder lograr esto. Todo sale mal cuando Carlos se equivoca al elegir a la Anna (Suvalakshmi) equivocada, también estudiante del convento, que se enamora de él y abandona el convento con él. Una vez que descubre su error, él y Shobharaj pasan el resto de la película 1) mintiendo a la "falsa" Anna (a quien Charles duda en decir que sus sentimientos por ella nunca fueron reales), 2) huyendo de Paulochan que exige sus 3 lakhs de vuelta ya que han hecho una chapuza en el trabajo, 3) de la policía, que cree que han secuestrado a Anna, 4) los matones contratados por el hermanastro de Anna para matarla debido a su gran herencia, y 5) la madre (Kalpana) del convento del que Anna huyó. Las 5 fuerzas se entrecruzan cómicamente y en medio de todo, Carlos y (la falsa) Ana se enamoran. Todo se resuelve cuando el hermanastro de Ana cae sobre una cornisa, y Carlos y Ana se unen. 

## Reparto
- Dileep como Charles Jr.
- Suvalakshmi como Anna Sebastain.
- Shivaji como Willson.
- Shiju como Bijoy Willson (hijo de Wilson).
- Jagathy Sreekumar como Sobharaj.
- Kalpana
- Cochin Haneefa como Pala Poulose.
- Maniyanpilla Raju como detective Hentry.
- Sreejaya como Anna Poulose (hija de Poulose).
- Rajan Shakaradi como Sebastain.
- Agustín como Kottavasal Mahalingam.
- Bobby Kottarakkara como Ladrón.
- Sadiq
- Kottayam Nazeer
- Subair

## Banda sonora
La música fue compuesta por Ilayaraja y la letra fue escrita por Kaithapram . 
| No. | Canción                                      | Cantantes                  | Letra      | Longitud (m: ss) |
| 1   | "Chirichente Manassile" [D]                  | KJ Yesudas, KS Chithra     | Kaithapram |                  |
| 2   | "Chirichente Manassile" [M]                  | KJ Yesudas                 | Kaithapram |                  |
| 3   | "Mohathin Mutheduthu"                        | KS Chithra, Biju Narayanan | Kaithapram |                  |
| 4   | "Ponmaanam Ee Kaikalil" [Versión para niños] | Biju Narayanan, Sruthi     | Kaithapram |                  |
| 5   | "Ponmaanam Ee Kaikalil" [M]                  | Biju Narayanan             | Kaithapram |                  |
| 6   | "Ponnum Thinkal Thaarattum"                  | KJ Yesudas                 | Kaithapram |                  |
| 7   | "Thenchodi Poove Maanmizhi Kanave"           | MG Sreekumar               | Kaithapram |                  |